# Бирмингем Сити
«Би́рмингем Си́ти» (полное название — Футбольный клуб «Би́рмингем Си́ти», англ. Birmingham City Football Club; английское произношение: [ˈbɜrmɪŋəm ˈsɪti 'futbɔ:l klʌb]) — английский профессиональный футбольный клуб из Бирмингема, графство Уэст-Мидлендс. Был образован в 1875 году под названием «Смолл Хит Эллайенс» (англ. Small Heath Alliance). Является двукратным обладателем Кубка Футбольной лиги. Домашним стадионом клуба является «Сент-Эндрюс», вмещающий около 30 тысяч зрителей.
Прозвище команды — «синие» (англ. Blues), так как домашняя форма «Бирмингема» синего цвета, а за их болельщиками закрепилось прозвище «синеносые» (The Bluenoses) из-за того, что в середине 90-х годов маскот клуба своей формой и цветом очень напоминал синий нос.
Принципиальными для «Бирмингем Сити» являются матчи против клуба «Астон Вилла», также представляющего Бирмингем. Эти матчи известны в Англии под названием «Дерби Второго города», или «Бирмингемское дерби». Первый матч между этими командами состоялся 27 сентября 1879 года.
Выступает в Чемпионшипе, втором по значимости дивизионе в системе футбольных лиг Англии.

## История

### Ранние годы (конец XIX века)
В 1875 году игроки в крикет при городской церкви решили основать Футбольный клуб, который назвали «Смолл Хит Эллайенс» (Small Heath Alliance). Первым стадионом, на котором начала выступать команда с 1877 года, был «Мунц Стрит» (англ. Muntz Street), который также стал ареной соперничества с другим клубом из Бирмингема — «Астон Виллой». В 1885 году команда получила профессиональный статус и сменила имя, а с 1888 года клуб стал назывался «Смолл Хит». Но спустя семнадцать лет, в 1905 году, команда снова сменила название; клуб стал называться «Бирмингем».

### Первая половина XX века
Спустя год после смены названия клуб в 1906 году переехал на новый стадион «Сент-Эндрюс». Первым матчем на новой арене была игра против «Мидлсбро», в которой команды сыграли вничью 0:0. Во время Первой мировой войны поле стадиона использовалось для тренировки Британской армии (чемпионат страны был временно прекращён из-за мобилизации многих футболистов со всей страны). В 1925 году «Бирмингем» начал свою европейскую историю, впервые сыграв против зарубежной команды. Команда сыграла товарищеский матч против мадридского «Реала», убедительно обыграв испанцев со счётом 3:0. В 1931 году «Бирмингем» впервые дошёл до финала Кубка Англии, но уступил со счётом 1:2 «Вест Бромвичу». С 20-х по 30-е годы в клубе играл величайший бомбардир в истории команды Джо Брэдфорд, на счету которого 267 голов в 445 матчах. Во время Второй мировой войны клубу пришлось временно переехать на «Вилла Парк», домашний стадион своих исторических соперников, так как «Сент-Эндрюс» сильно пострадал от бомбёжек. В 1943 году клуб добавил в своё название слово «Сити» и стал официально называется «Бирмингем Сити». Послевоенные годы клуб совершал планомерный подъём, а в 1946 году «синие» дошли до полуфинала Кубка Англии.

### Вторая половина XX века
В сезоне 1955/56 «Бирмингем» получил право выступать в первом дивизионе (высший дивизион английского футбола на тот момент) и во второй раз дошёл до финала Кубка Англии. В сезоне команда показала самый лучший результат, в своей истории выступления в элитном дивизионе, заняв 6-е место, но в финале Кубка Англии «синих» снова ждало поражение (на этот раз победил «Манчестер Сити» со счётом 3:1). 15 мая 1956 года «Бирмингем Сити» стал первым английским клубом, сыгравшем в Европе: матч в Кубке ярмарок против итальянского «Интернационале», который завершился вничью 0:0. В 1960 году «синие» дошли до финала Кубка ярмарок, где проиграл испанской «Барселоне» по сумме двух встреч со счётом 1:4. А уже в 1961 году «Бирмингем» во второй раз подряд дошёл до финала Кубка ярмарок, где уступил уже итальянской «Роме» с общим счётом 2:4 по сумме двух матчей. Этот успех является наивысшим достижением клуба в еврокубках. В 1963 году «Бирмингем Сити» выиграл Кубок лиги, обыграв в финале по сумме двух встреч «Астон Виллу» со счётом 3:1. В 70-е годы клуб являлся относительно стабильным середняком, семь сезонов подряд играя в первом дивизионе английского чемпионата. В 1978 году в составе «Бирмингем Сити» появился первый чемпион мира по футболу — аргентинец Альберто Тарантини, а на посту главного тренера в те годы находился английский специалист сэр Альф Рамсей. В 1979 году команда вылетела во второй дивизион. 80-е годы были так же, как 70-е, относительно стабильны (клуб то возвращался в первый дивизион, то вылетал обратно). Но к концу 80-х произошёл спад, в результате которого в 1989 году «Бирмингем» впервые в своей истории оказался в третьем дивизионе. К началу 90-х клубу удалось нормализовать игру и в 1992 году вернуться в высший первый дивизион, хотя попадание в элиту произошло из-за переформирования дивизионов английского чемпионата. В том же году у «синих» сменилось руководство, с которым в команду пришла финансовая стабильность. В сезоне 1993/94 произошёл спад в игре, который привёл к вылету во второй дивизион. Хотя пребывание в нём было краткосрочным, 6 мая 1995 года «Бирмингем Сити» выиграл Второй дивизион, победив под конец сезона «Хаддерсфилд Таун», и поднялся в Первый. В конце 1990-х годов клуб играл в довольно привлекательный футбол, имея в своём составе таких игроков, как Питера Ндлову и Деле Адебола. В сезонах 1999/2000 и 2000/01 «Бирмингем Сити» дважды занимал пятое место в Первом дивизионе. Это давало клубу право пробиться в премьер-лигу через плей-офф, но обе попытки были неудачными.

### Начало XXI века
25 февраля 2001 года команда проиграла «Ливерпулю» в серии пенальти в финале Кубка Футбольной лиги. Но в том же сезоне 2001/02 «Бирмингему» с третьего раза всё же удалось пробиться в Премьер-лигу, вновь оказавшись пятыми в первом дивизионе, но на этот раз победив в серии плей-офф. В Премьер-лиге команда играла под руководством английского специалиста Стива Брюса и считалась крепким середняком. В то время в клубе играло большое количество хороших игроков, таких как Кристоф Дюгарри, Мэттью Апсон, Эмил Хески, Микаэль Форсселль и многие другие. Игра «Бирмингема» в сезоне 2005/06 не задалась и, несмотря на хороший состав, клуб вылетел из Премьер-лиги. Но, несмотря на неудачу, Стива Брюса оставили на посту главного тренера, списав вылет на многочисленные травмы лидеров команды. В итоге в сезоне 2006/07 «Бирмингем Сити» вернулся в Премьер-лигу. Однако начало сезона 2007/08 оказалось провальным и Стив Брюс покинул клуб, перейдя в «Уиган Атлетик». На пост главного тренера был приглашён специалист из шотландского «Рейнджерса» — Алекс Маклиш. Под его руководством «Бирмингем Сити» снова покинул Премьер-лигу. По результатам сезона 2008/09 клуб опять получил право выступать в элите. В сезоне 2009/10 у клуба сменилось руководство, вследствие чего новым владельцем клуба стал гонконгский предприниматель Карсон Ён, а сам клуб занял 9-е место в турнирной таблице.
Сезон 2010/11 для клуба стал удачным под руководством Алекса Маклиша: бирмингемский клуб стал обладателем Кубка лиги, победив в финале лондонский «Арсенал». Смазал эту победу вылет из Премьер-лиги.
Несмотря на вылет, клуб достаточно достойно выступил в следующем розыгрыше Лиги Европы УЕФА, одержав в своей группе три победы, сыграв один раз вничью и потерпев два поражения, но пройти дальше не смог.
В сезоне 2013/14 команде героически удалось сохранить прописку в Чемпионшипе, забив два мяча «Болтону» на стадионе «Рибок» и сравняв счёт в концовке матча. Забитыми мячами отметились Никола Жигич и Пол Кэддис на 79-й и 90-й минутах.

## Достижения
Список достижений «Бирмингем Сити»

### Национальные
- Второй дивизион / Чемпионшип Английской футбольной лиги
  - Чемпион (4): 1892/93, 1920/21, 1947/48, 1954/55
  - Вице-чемпион (7): 1893/94, 1900/01, 1902/03, 1971/72, 1984/85, 2006/07, 2008/09
  - Победитель плей-офф (1): 2001/02
- Третий дивизион / Первая Футбольная лига
  - Чемпион: 1994/95
  - Вице-чемпион: 1991/92
- Кубок Англии
  - Финалист (2): 1931, 1956
- Кубок Футбольной лиги
  - Обладатель (2): 1963, 2011
  - Финалист: 2001
- Трофей Футбольной лиги
  - Обладатель (2): 1991, 1995
- Большой кубок Бирмингема
  - Обладатель: 1905

### Международные
- Кубок ярмарок
  - Финалист (2): 1958/60, 1960/61

## Легенда о цыганском проклятии
Согласно одной легенде, на месте строительства стадиона бирмингемцев «Сент-Эндрюс» в 1906 году находился цыганский табор, и руководство клуба выгнало цыган с места для строительства. Разозлившиеся цыгане якобы наслали проклятие на бирмингемцев, заявив, что те в течение ближайших ста лет не добьются ни одной значимой победы на стадионе. По наиболее распространённой версии, цыгане пригрозили, что бирмингемцы не выиграют ни одного Кубка Англии. В ходе следующих ста лет существования клуба бирмингемцы выиграли только один раз в 1963 году Кубок английской лиги. К 1980-м годам среди игроков, тренеров и болельщиков сложилось мнение, что цыгане действительно наслали какую-то порчу на команду. Тренеры предпринимали различные попытки исправить ситуацию: Рой Сандерс обращался за помощью к священнику и даже красил подошвы бутс игроков в красный цвет, а Барри Фрай даже мочился на каждый угловой флажок.
В 2006 году исполнилось 100 лет с момента открытия арены и так называемого «цыганского проклятия», однако ситуация не поменялась. На Рождество 2007 года фанаты неожиданно получили буклеты от клуба, в которых неожиданно обнаружили список трофеев, которые Бирмингем не выигрывал никогда в своей истории. Как оказалось, кто-то по ошибке перепутал буклеты «Бирмингема» и «Астон Виллы» и впечатал не ту информацию. В том же году «Бирмингем» вышел в Премьер-лигу, откуда вылетел по окончании сезона. В 2011 году «Бирмингем» впервые за долгие годы выиграл Кубок лиги, и некоторые из болельщиков заявили, что проклятие цыган удалось снять.